# Eric Schmitt
Pour l’article homonyme, voir Éric Schmitt.
Eric Schmitt, né le 20 juin 1975 à Bridgeton, est un avocat et homme politique d'extrême droite américain, membre du Parti républicain. Il représente le Missouri au Sénat depuis 2023.

## Biographie

### Jeunesse
Durant ses études à la Truman State University (en), il est l'un des membres fondateurs de la section locale d'Habitat pour l'humanité. Il obtient son diplôme de Juris Doctor de l'Université de Saint-Louis en 2000.
De 2005 à 2008, il est conseiller municipal de la ville de Glendale.

### Sénateur du Missouri
Il est élu sénateur du Missouri en 2008, puis réélu en 2012. En 2013 et 2014, il fait voter deux lois visant à réduire les impôts d'État.
Père d'un fils autiste, il fait voter en 2010 une loi imposant aux compagnies d'assurance santé de prendre en charge les traitements de l'autisme[Lequel ?] chez les enfants. En 2015, il fait adopter une loi permettant à une personne handicapée, ou à sa famille, d'ouvrir un compte d'épargne exonéré d'impôt pour couvrir les dépenses liées au handicap.

### Trésorier du Missouri
En juillet 2014, il annonce sa candidature pour le poste de trésorier du Missouri pour les élections de 2016. Sans adversaire pour la primaire républicaine, il est élu le 8 novembre 2016 contre la démocrate Judy Baker. Il met en œuvre en 2017 la baisse de l'impôt sur le revenu prévue par une des lois qu'il avait fait voter en tant que sénateur.

### Procureur général du Missouri
En novembre 2018, après l'élection du procureur général du Missouri, Josh Hawley, au Sénat, le gouverneur Mike Parson annonce son intention de nommer Schmitt pour le remplacer jusqu'à la fin de son mandat. Il prend ses fonctions le 3 janvier 2019. En février 2020, Schmitt annonce sa candidature à l'élection de novembre pour conserver ce poste. Il est élu pour un premier mandat complet de procureur général lors de l'élection du 3 novembre. Le mois suivant, il s'associe à des tentatives de renversement des résultats de l'élection présidentielle.
En 2019, il fait partie des procureurs généraux républicains de 14 États différents signant un amicus curiae pour soutenir que la discrimination à l'embauche sur la base de l'orientation sexuelle ne viole pas le Civil Rights Act de 1964, une théorie rejetée en juin 2020 par la Cour suprême.
Pendant la pandémie de Covid-19 aux États-Unis, en tant que procureur général, il engage des actions en justice contre plusieurs mesures de restrictions sanitaires, telles que les interdictions de rassemblement dans le comté de Saint-Louis, les obligations de port du masque dans certaines écoles publiques ou l'obligation vaccinale fédérale pour les employés du secteur médical.
Avec les procureurs généraux républicains de plusieurs États, il conteste en justice plusieurs mesures environnementales de l'administration Biden, comme la révocation du permis pour la construction de construction du pipeline Keystone XL.
Le 24 juin 2022, quelques minutes après la décision Dobbs v. Jackson Women's Health Organization de la Cour suprême mettant fin à la protection fédérale du droit à l'avortement, il signe une proclamation qui rend effective l'interdiction totale de l'avortement en vertu d'une loi locale votée en 2019.
Au total, pendant les 20 premiers mois de la présidence de Joe Biden, il engage 25 actions en justice contre des décisions fédérales, dont environ une moitié sont victorieuses, faisant du Missouri le deuxième État le plus contestataire derrière la Louisiane.

### Sénateur des États-Unis
En mars 2021, il annonce sa candidature aux élections sénatoriales de 2022 pour remplacer le sénateur républicain sortant Roy Blunt, non candidat à sa réélection. Il affronte une vingtaine d'adversaires lors de la primaire républicaine, parmi lesquels l'ancien gouverneur Eric Greitens et les membres du Congrès Vicky Hartzler et Billy Long. La veille de la primaire républicaine, l'ancien président Donald Trump annonce apporter son soutien à "Eric", sans préciser s'il s'agit de Schmitt ou de Greitens, amenant les deux candidats à revendiquer le soutien. Le 2 août 2022, Schmitt remporte la primaire républicaine en distançant largement Hartzler et Greitens. Il fait de ses nombreuses actions en justice contre l'administration Biden un thème central de sa campagne. Le 8 novembre, il remporte nettement l'élection générale contre la candidate démocrate Trudy Busch Valentine.
Il prend ses fonctions au Sénat le 3 janvier 2023. Le 1er juin 2023, il vote contre le Fiscal Responsibility Act of 2023, le projet de loi résultant de l'accord entre Joe Biden et Kevin McCarthy pour mettre fin à la crise du plafond de la dette.
Évoqué comme un potentiel procureur général des États-Unis dans la seconde administration de Donald Trump, il déclare quelques jours après la victoire de ce dernier qu'il souhaite poursuivre son mandat au Sénat. 
En 2025, Eric Schmitt emploie comme collaborateur Nate Hochman, un militant politique qui avait été licencié en 2023 de la campagne présidentielle de Ron DeSantis après avoir créé une vidéo contenant un soleil noir. Depuis son arrivée dans l'équipe de Schmitt en février 2025, la lettre d'information Liberal Currents note des parallèles rhétoriques entre les écrits de Hochman et les discours du sénateur, notamment concernant la théorie du grand remplacement et des références au terme « middle American radical », popularisé par le nationaliste blanc Sam Francis,. 

## Positionnement
Il est positionné à l'extrême droite,,.